# Recensement des États-Unis de 1900
Le recensement des États-Unis de 1900 est un recensement de la population lancé en 1900 le 1er juin aux États-Unis qui comptaient alors 76 212 168 habitants.